# Liste des codes IATA des aéroports/T
Liste des codes IATA des aéroports internationaux.
Le code de deux lettres qui suit la ville est la subdivision du pays (région, État…) selon la norme ISO 3166-2.
- A
- B
- C
- D
- E
- F
- G
- H
- I
- J
- K
- L
- M
- N
- O
- P
- Q
- R
- S
- T
- U
- V
- W
- X
- Y
- Z

- Haut – TA
- TB
- TC
- TD
- TE
- TF
- TG
- TH
- TI
- TJ
- TK
- TL
- TM
- TN
- TO
- TP
- TQ
- TR
- TS
- TT
- TU
- TV
- TW
- TX
- TY
- TZ

## TA
| IATA | OACI | Aéroport                                   | Lieu                                       |
| ---- | ---- | ------------------------------------------ | ------------------------------------------ |
| TAA  |      | Aéroport de Tarapaina                      | Tarapaina, Îles Salomon                    |
| TAB  | TTCP | Aéroport de Tobago                         | Tobago, Trinité-et-Tobago                  |
| TAC  | RPVA | Aéroport Daniel Z. Romualdez               | Tacloban, Philippines                      |
| TAD  | KTAD | Aérodrome de Perry Stokes (en)             | Trinidad, Colorado, États-Unis             |
| TAE  | RKTN | Aéroport international de Daegu            | Daegu, Corée du Sud                        |
| TAF  | DAOL | Aéroport d'Oran Tafraoui (en)              | Oran, Algérie                              |
| TAG  | RPSP | Aéroport de Bohol–Panglao                  | Tagbilaran, Philippines                    |
| TAH  | NVVW | Aéroport de Whitegrass (en)                | Île Tanna, Vanuatu                         |
| TAI  | OYTZ | Aéroport international de Ta'izz (en)      | Ta'izz, Yémen                              |
| TAJ  |      | Aérodrome de Tadji (en)                    | Tadji, Papouasie-Nouvelle-Guinée           |
| TAK  | RJOT | Aéroport de Takamatsu                      | Takamatsu, Japon                           |
| TAL  | PATA | Aérodrome Ralph M. Calhoun (en)            | Tanana, Alaska, États-Unis                 |
| TAM  | MMTM | Aéroport international de Tampico          | Tampico, Mexique                           |
| TAN  | YTGA | Aérodrome de Tangalooma                    | Tangalooma, Queensland, Australie          |
| TAO  | ZSQD | Aéroport international de Qingdao-Jiaodong | Qingdao, Chine                             |
| TAP  | MMTP | Aéroport international de Tapachula        | Tapachula, Mexique                         |
| TAQ  |      | Aérodrome de Tarcoola                      | Tarcoola, Australie-Méridionale, Australie |
| TAR  | LIBG | Aéroport de Tarente-Grottaglie (it)        | Tarente, Italie                            |
| TAS  | UTTT | Aéroport international de Tachkent         | Tachkent, Ouzbékistan                      |
| TAT  | LZTT | Aéroport de Poprad-Tatras                  | Poprad, Slovaquie                          |
| TAU  |      | Aéroport de Tauramena                      | Tauramena, Colombie                        |
| TAV  |      | Aérodrome de Ta‘ū (en)                     | Ta‘ū, Samoa américaines, États-Unis        |
| TAW  | SUTB | Aéroport de Tacuarembó (en)                | Tacuarembó, Uruguay                        |
| TAX  | WAPT | Aéroport de Taliabu                        | Taliabu, Moluques, Indonésie               |
| TAY  | EETU | Aéroport de Tartu                          | Tartu, Estonie                             |
| TAZ  | UTAT | Aéroport de Daşoguz                        | Dashhowuz, Turkménistan                    |

## TB
| IATA | OACI | Aéroport                                            | Lieu                                        |
| ---- | ---- | --------------------------------------------------- | ------------------------------------------- |
| TBA  |      | Aérodrome de Tabibuga                               | Tabibuga, Papouasie-Nouvelle-Guinée         |
| TBB  | VVTH | Aérodrome de Đông Tác                               | Tuy Hòa, Viêt Nam                           |
| TBC  |      | Aérodrome de Tuba City (en)                         | Tuba City, Arizona, États-Unis              |
| TBD  | SKMB | Aérodrome de Timbiqui (en)                          | Timbiquí, Colombie                          |
| TBE  |      | Aérodrome de Timbunke                               | Timbunke, Papouasie-Nouvelle-Guinée         |
| TBF  | NGTE | Aérodrome de Tabiteuea-Nord                         | Tabiteuea, Kiribati                         |
| TBG  | AYTB | Aérodrome de Tabubil (en)                           | Tabubil, Papouasie-Nouvelle-Guinée          |
| TBH  | RPVU | Aérodrome de Tugdan (en)                            | Tablas, Philippines                         |
| TBI  | MYCB | Aéroport de New Bight (en)                          | New Bight, Bahamas                          |
| TBJ  | DTKA | Aéroport international de Tabarka-Aïn Draham        | Tabarka, Tunisie                            |
| TBK  | YTBR | Aérodrome de Timber Creek (en)                      | Timber Creek, Territoire du Nord, Australie |
| TBL  | YTAB | Aérodrome de Tableland                              | Tableland, Australie-Occidentale, Australie |
| TBM  | WAOW | Aérodrome de Tumbang Samba                          | Tumbang Samba, Indonésie                    |
| TBN  | KTBN | Aérodrome de Waynesville-St. Robert (en)            | Fort Leonard Wood, Missouri, États-Unis     |
| TBO  | HHTB | Aérodrome de Tabora (en)                            | Tabora, Tanzanie                            |
| TBP  | SPME | Aérodrome de Tumbes (en)                            | Tumbes, Pérou                               |
| TBQ  |      | Aérodrome de Tarabo                                 | Tarabo, Papouasie-Nouvelle-Guinée           |
| TBR  | KTBR | Aérodrome de Statesboro–Comté de Bulloch (en)       | Statesboro, Géorgie, États-Unis             |
| TBS  | UGTB | Aéroport international Chota-Roustavéli de Tbilissi | Tbilissi, Géorgie                           |
| TBT  | SBTT | Aéroport international de Tabatinga                 | Tabatinga, Amazonas, Brésil                 |
| TBU  | NFTF | Aéroport international Fuaʻamotu                    | Nukuʻalofa, Tongatapu, Tonga                |
| TBV  |      | Aéroport de Tabal                                   | Île Tabal, Attol Aur, Îles Marshall         |
| TBW  | UUOT | Aérodrome de Tambov Donskoïé (en)                   | Tambov, Oblast de Tambov, Russie            |
| TBY  | FBTS | Aéroport de Tsabong (en)                            | Tsabong, Botswana                           |
| TBZ  | OITT | Aéroport international de Tabriz                    | Tabriz, Iran                                |

## TC
| IATA | OACI | Aéroport                                | Lieu                                               |
| ---- | ---- | --------------------------------------- | -------------------------------------------------- |
| TCA  | YTNK | Aéroport de Tennant Creek (en)          | Tennant Creek, Territoire du Nord, Australie       |
| TCB  | MYAT | Aéroport de Treasure Cay (en)           | Treasure Cay, Îles Abacos, Bahamas                 |
| TCC  | KTCC | Aérodrome de Tucumcari (en)             | Tucumcari, Nouveau-Mexique, États-Unis             |
| TCD  | SKRA | Aéroport de Tarapacá (en)               | Tarapacá, Colombie                                 |
| TCE  | LRTC | Aérodrome de Tulcea (en)                | Tulcea, Roumanie                                   |
| TCF  |      | Aéroport de Tocoa                       | Tocoa, Honduras                                    |
| TCG  | ZWTC | Aéroport de Tacheng (en)                | Tacheng, Chine                                     |
| TCH  | FOOT | Aéroport de Tchibanga (en)              | Tchibanga, Gabon                                   |
| TCI  |      | Aire métropolitaine                     | Tenerife, Îles Canaries, Espagne                   |
| TCJ  |      | Aérodrome de Torembi                    | Torembi, Papouasie-Nouvelle-Guinée                 |
| TCK  |      | Aérodrome de Tinboli                    | Tinboli, Papouasie-Nouvelle-Guinée                 |
| TCL  | KTCL | Aérodrome de Tuscaloosa (en)            | Tuscaloosa, Alabama, États-Unis                    |
| TCM  | KTCM | McChord Field                           | Tacoma, Washington, États-Unis                     |
| TCN  | MMHC | Aéroport national de Tehuacán           | Tehuacán, Mexique                                  |
| TCO  | SKCO | Aérodrome de La Florida (en)            | Tumaco, Colombie                                   |
| TCP  | HETB | Aéroport international de Taba          | Taba, Égypte                                       |
| TCQ  | SPTN | Aéroport de international Tacna (en)    | Tacna, Pérou                                       |
| TCR  | VOTK | Aéroport de Thoothukudi (en)            | Thoothukudi, Inde                                  |
| TCS  | KTCS | Aérodrome de Truth or Consequences (en) | Truth or Consequences, Nouveau-Mexique, États-Unis |
| TCT  |      | Aérodrome de Takotna (en)               | Takotna, Alaska, États-Unis                        |
| TCU  | FATN | Thaba Nchu Tar Airport (d)              | Thaba 'Nchu, Afrique du Sud                        |
| TCV  | FQTE | Aérodrome de Tete                       | Tete, Mozambique                                   |
| TCW  | YTOC | Aéroport de Tocumwal (en)               | Tocumwal, Nouvelle-Galles du Sud, Australie        |
| TCX  | OIMT | Aérodrome de Tabas (en)                 | Tabas, Iran                                        |
| TCY  | FYTE | Aérodrome de Terrace Bay                | Terrace Bay, Namibie                               |
| TCZ  | ZPTC | Aérodrome de Tengchong Tuofeng (en)     | Tengchong, Chine                                   |

## TD
| IATA | OACI | Aéroport                              | Lieu                                            |
| ---- | ---- | ------------------------------------- | ----------------------------------------------- |
| TDA  | SKTD | Aéroport de Trinidad (en)             | Trinidad, Colombie                              |
| TDB  |      | Aérodrome de Tetebedi                 | Tetebedi, Papouasie-Nouvelle-Guinée             |
| TDD  | SLTR | Aéroport Teniente Jorge Henrich Arauz | Trinidad, Bolivie                               |
| TDF  | KTDF | Aérodrome du Comté de Person (en)     | Roxboro, Caroline du Nord, États-Unis           |
| TDG  | RPMW | Aérodrome de Tandag (en)              | Tandag, Philippines                             |
| TDJ  | HDTJ | Aérodrome de Tadjoura                 | Tadjourah, Djibouti                             |
| TDK  | UAAT | Aéroport de Taldykourgan              | Taldykourgan, Kazakhstan                        |
| TDL  | SAZT | Aérodrome de Tandil (en)              | Tandil, Argentine                               |
| TDN  | YTHD | Aérodrome de Theda Station            | Theda Station, Australie-Occidentale, Australie |
| TDO  | KTDO | Aérodrome de Winlock Ed Carlson (en)  | Toledo, Washington, États-Unis                  |
| TDP  | SPDR | Aéroport de Trompeteros (en)          | Trompeteros, Pérou                              |
| TDR  | YTDR | Aérodrome de Theodore                 | Theodore, Queensland, Australie                 |
| TDS  | AYSS | Aérodrome de Sasereme (en)            | Sasereme, Papouasie-Nouvelle-Guinée             |
| TDT  |      | Aérodrome de Tanda Tula               | Timbavati, Afrique du Sud                       |
| TDV  | FMSN | Aérodrome de Samangoky                | Tanandava, Madagascar                           |
| TDW  | KTDW | Aérodrome de Tradewind (en)           | Amarillo, Texas, États-Unis                     |
| TDX  | VTBO | Aéroport de Trat (en)                 | Trat, Thaïlande                                 |
| TDZ  | KTDZ | Aérodrome de Toledo (en)              | Toledo, Ohio, États-Unis                        |

## TE
| IATA | OACI | Aéroport                                   | Lieu                                      |
| ---- | ---- | ------------------------------------------ | ----------------------------------------- |
| TEA  | MHTE | Aéroport de Tela (en)                      | Tela, Honduras                            |
| TEB  | KTEB | Aéroport de Teterboro                      | Teterboro, New Jersey, États-Unis         |
| TEC  | SSVL | Aéroport de Telêmaco Borba                 | Telêmaco Borba, Paraná, Brésil            |
| TED  | EKTS | Aérodrome de Thisted (en)                  | Thisted, Jutland du Nord, Danemark        |
| TEE  | DABS | Aéroport de Tébessa - Cheikh Larbi Tébessi | Tébessa, Algérie                          |
| TEF  | YTEF | Aéroport de Telfer (en)                    | Telfer, Australie-Occidentale, Australie  |
| TEG  | DFET | Aérodrome de Tenkodogo                     | Tenkodogo, Burkina Faso                   |
| TEH  |      | Aérodrome de Tetlin                        | Tetlin, Alaska, États-Unis                |
| TEI  | VETJ | Aérodrome de Tezu (en)                     | Tezu, Inde                                |
| TEK  | PAKA | Aérodrome de Tatitlek (en)                 | Tatitlek, Alaska, États-Unis              |
| TEL  | WBKE | Aéroport de Telupid (en)                   | Telupid, Malaisie                         |
| TEM  | YTEM | Aéroport de Temora (en)                    | Temora, Nouvelle-Galles du Sud, Australie |
| TEM  | ZUTR | Aéroport de Tongren Fenghuang (en)         | Tongren/Fenghuang, Chine                  |
| TEO  |      | Aérodrome de Terapo                        | Terapo, Papouasie-Nouvelle-Guinée         |
| TEP  |      | Aérodrome de Teptep                        | Teptep, Papouasie-Nouvelle-Guinée         |
| TEQ  | LTBU | Aérodrome de Tekirdağ (en)                 | Tekirdağ, Turquie                         |
| TER  | LPLA | Base aérienne de Lajes                     | Terceira, Açores, Portugal                |
| TEQ  | HHTS | Aérodrome de Teseney (en)                  | Tesseney, Éthiopie                        |
| TET  | FQTT | Aérodrome de Tete-Chingozi                 | Tete, Mozambique                          |
| TEU  | NZMO | Aéroport de Te Anau (en)                   | Te Anau, Nouvelle-Zélande                 |
| TEV  | LETL | Aérodrome de Téruel                        | Teruel, Espagne                           |
| TEX  | KTEX | Aérodrome de Telluride (en)                | Telluride, Colorado, États-Unis           |
| TEY  | BITE | Aérodrome de Þingeyri (en)                 | Þingeyri, Islande                         |
| TEZ  | VETZ | Aéroport de Tezpur                         | Tezpur, Inde                              |

## TF
| IATA | OACI | Aéroport                                 | Lieu                                 |
| ---- | ---- | ---------------------------------------- | ------------------------------------ |
| TFB  |      | Aérodrome de Tilfalmin                   | Tilfalmin, Papouasie-Nouvelle-Guinée |
| TFF  | SBTF | Aéroport de Tefé                         | Tefé, Amazonas, Brésil               |
| TFI  | AYTU | Aérodrome de Tufi (en)                   | Tufi, Papouasie-Nouvelle-Guinée      |
| TFL  | SNTO | Aérodrome de Juscelino Kubitscheck (en)  | Teófilo Otoni, Minas Gerais, Brésil  |
| TFM  | AYTE | Aérodrome de Telefomin (en)              | Telefomin, Papouasie-Nouvelle-Guinée |
| TFN  | GCXO | Aéroport de Tenerife-Nord                | Tenerife, Îles Canaries, Espagne     |
| TFR  | HE13 | Aéroport Wadi al Jandali Airport (en)    | Ville du 10 de Ramadan, Égypte       |
| TFS  | GCTS | Aéroport de Tenerife-Sud                 | Tenerife, Îles Canaries, Espagne     |
| TFT  |      | Aérodrome de Taftan                      | Taftan, Pakistan                     |
| TFU  | ZUTF | Aéroport international de Chengdu-Tianfu | Chengdu, Chine                       |
| TFY  |      | Aérodrome de Tarfaya                     | Tarfaya, Maroc                       |

## TG
| IATA | OACI | Aéroport                               | Lieu                                  |
| ---- | ---- | -------------------------------------- | ------------------------------------- |
| TGA  | WSAT | Base aérienne de Tengah                | Région de l'ouest, Singapour          |
| TGB  |      | Aéroport de Tagbita                    | Rizal, Philippines                    |
| TGC  | WBTM | Aéroport de Tanjung Manis (en)         | Tanjung Manis, Malaisie               |
| TGD  | LYPG | Aéroport de Podgorica                  | Podgorica, Monténégro                 |
| TGE  |      | Sharpe Field (en)                      | Tuskegee, Alabama, États-Unis         |
| TGG  | WMKN | Aéroport de Kuala Terengganu           | Kuala Terengganu, Malaisie            |
| TGH  | NVST | Aéroport de Tongoa (en)                | Tongoa, Vanuatu                       |
| TGI  | SPGM | Aéroport de Tingo María (en)           | Tingo Maria, Pérou                    |
| TGJ  | NWWA | Aérodrome de Tiga                      | Tiga, Nouvelle-Calédonie, France      |
| TGK  | URRT | Aéroport de Taganrog                   | Taganrog, Oblast de Rostov, Russie    |
| TGL  |      | Aérodrome de Tagula                    | Tagula, Papouasie-Nouvelle-Guinée     |
| TGM  | LRTM | Aéroport international de Târgu Mureș  | Târgu Mureș, Roumanie                 |
| TGN  | YLTV | Aérodrome de Latrobe (en)              | Traralgon, Victoria, Australie        |
| TGO  | ZBTL | Aéroport de Tongliao (en)              | Tongliao, Chine                       |
| TGP  | UNIP | Aéroport de Podkamennaya Tunguska (en) | Bor, Kraï de Krasnoïarsk, Russie      |
| TGQ  | SWTS | Aérodrome de Tangará da Serra (en)     | Tangará da Serra, Mato Grosso, Brésil |
| TGR  | DAUK | Aéroport de Touggourt - Sidi Mahdi     | Touggourt, Algérie                    |
| TGS  |      | Aéroport de Chokwé                     | Chokwé, Mozambique                    |
| TGT  | HTTG | Aérodrome de Tanga (en)                | Tanga, Tanzanie                       |
| TGU  | MHTG | Aéroport international de Toncontín    | Tegucigalpa, Honduras                 |
| TGV  | LBTG | Aérodrome de Targovishte (en)          | Targovichté, Bulgarie                 |
| TGZ  | MMTG | Aéroport de Tuxtla Gutiérrez           | Tuxtla Gutiérrez, Mexique             |

## TH
| IATA | OACI | Aéroport                                        | Lieu                                                    |
| ---- | ---- | ----------------------------------------------- | ------------------------------------------------------- |
| THA  | KTHA | Aérodrome de Tullahoma (en)                     | Tullahoma, Tennessee, États-Unis                        |
| THB  | FXTA | Aéroport de Thaba-Tseka (en)                    | Thaba-Tseka, Lesotho                                    |
| THC  | GLTN | Aéroport de Tchien (en)                         | Tchien, Liberia                                         |
| THD  | VVTX | Aéroport de Thọ Xuân                            | Thanh Hóa, Viêt Nam                                     |
| THE  | SBTE | Aéroport de Teresina                            | Teresina, Piauí, Brésil                                 |
| THF  | EDDI | Aéroport de Berlin-Tempelhof                    | Berlin, Allemagne                                       |
| THG  | YTNG | Aérodrome de Thangool (en)                      | Thangool/Biloela, Queensland, Australie                 |
| THH  |      | Aérodrome de Taharoa                            | Taharoa, Nouvelle-Zélande                               |
| THI  | GQNC | Aéroport de Tichitt (en)                        | Tichitt, Mauritanie                                     |
| THK  | VLTK | Aéroport de Thakhek                             | Thakhek, Laos                                           |
| THL  | VYTL | Aéroport deTachileik (en)                       | Tachileik, Birmanie                                     |
| THM  | KTHM | Aérodrome de Thompson Falls (en)                | Thompson Falls, Montana, États-Unis                     |
| THN  | ESGT | Aérodrome de Trollhättan–Vänersborg             | Trollhättan, Suède                                      |
| THO  | BITN | Aéroport de Þórshöfn                            | Þórshöfn, Islande                                       |
| THP  | KTHP | Aéroport municipal du comté de Hot Springs (en) | Thermopolis (Comté de Hot Springs), Wyoming, États-Unis |
| THQ  | ZLTS | Aéroport de Tianshui Maijishan (en)             | Tianshui, Chine                                         |
| THR  | OIII | Aéroport de Téhéran-Mehrabad                    | Téhéran, Iran                                           |
| THS  | VTPO | Aéroport de Sukothaï                            | Sukhothaï, Thaïlande                                    |
| THT  | GQNT | Aéroport de Tamchekett (en)                     | Tamchekett, Mauritanie                                  |
| THU  | BGTL | Base spatiale de Pituffik                       | Avannaata, Groenland                                    |
| THV  | KTHV | Aérodrome de York (en)                          | York, Pennsylvanie, États-Unis                          |
| THW  |      | Trincomalee Harbour Seaplane Base               | Trinquemalay, Sri Lanka                                 |
| THX  | UOOT | Aéroport de Touroukhansk (en)                   | Touroukhansk, Kraï de Krasnoïarsk, Russie               |
| THY  | FATH | Aéroport P.R. Mphephu                           | Thohoyandou, Afrique du Sud                             |
| THZ  | DRRT | Aérodrome de Tahoua                             | Tahoua, Niger                                           |

## TI
| IATA | OACI | Aéroport                                            | Lieu                                       |
| ---- | ---- | --------------------------------------------------- | ------------------------------------------ |
| TIA  | LATI | Aéroport international de Tirana                    | Albanie                                    |
| TIB  | SKTB | Aéroport de Tibú (en)                               | Tibú, Colombie                             |
| TIC  |      | Aéroport de Tinak (en)                              | Atoll Arno, Îles Marshall                  |
| TID  | DAOB | Aéroport de Tiaret - Abdelhafid Boussouf Bou Chekif | Tiaret, Algérie                            |
| TIE  | HATP | Aéroport de Tepi (en)                               | Tepi, Éthiopie                             |
| TIF  | OETF | Aéroport régional de Ta'if                          | Taëf, Arabie saoudite                      |
| TIG  |      | Aéroport de Tingwon                                 | Tingwon, Papouasie-Nouvelle-Guinée         |
| TIH  | NTGC | Aérodrome de Tikehau                                | Tikehau, Polynésie française, France       |
| TII  | OATN | Aérodrome de Tarin Kôt                              | Tarin Kôt, Afghanistan                     |
| TIJ  | MMTJ | Aéroport international de Tijuana                   | Tijuana, Mexique                           |
| TIK  | KTIK | Tinker Air Force Base                               | Oklahoma City, Oklahoma, États-Unis        |
| TIL  |      | Aéroport de Cheadle (en)                            | Cheadle, Alberta, Canada                   |
| TIM  | WABP | Aéroport de Timika                                  | Tembagapura, Papouasie, Indonésie          |
| TIN  | DAOF | Aéroport de Tindouf - Commandant Ferradj            | Tindouf, Algérie                           |
| TIO  | VYHN | Aéroport de Htilin                                  | Htilin, Birmanie                           |
| TIP  | HLLT | Aéroport international de Tripoli                   | Tripoli, Libye                             |
| TIQ  | PGWT | Aéroport international de Tinian                    | Tinian, Îles Mariannes du Nord, États-Unis |
| TIR  | VOTP | Aéroport de Tirupati                                | Tirupati, Inde                             |
| TIS  |      | Aéroport de l’Île Thursday                          | Île Thursday, Queensland, Australie        |
| TIU  | NZTU | Aéroport Richard Pearse (en)                        | Timaru, Nouvelle-Zélande                   |
| TIV  | LYTV | Aéroport de Tivat                                   | Tivat, Monténégro                          |
| TIW  | KTIW | Aérodrome de Tacoma Narrows (en)                    | Tacoma, Washington, États-Unis             |
| TIX  | KTIX | Aéroport régional de Space Coast (en)               | Titusville, Floride, États-Unis            |
| TIY  | GQND | Aéroport de Tidjikja (en)                           | Tidjikdja, Mauritanie                      |
| TIZ  | AYTA | Aérodrome de Tari (en)                              | Tari, Papouasie-Nouvelle-Guinée            |

## TJ
| IATA | OACI | Aéroport                                   | Lieu                                    |
| ---- | ---- | ------------------------------------------ | --------------------------------------- |
| TJA  | SLTJ | Aéroport Capitán Oriel Lea Plaza de Tarija | Tarija, Bolivie                         |
| TJB  | WIBT | Aéroport de Raja Haji Abdullah (en)        | Tanjungbalai, Indonésie                 |
| TJC  |      | Aéroport de Ticantiquí                     | Ticantiquí, Panama                      |
| TJC  | WAON | Aéroport de Warukin                        | Tanjung, Indonésie                      |
| TJH  | RJBT | Aéroport de Tajima (en)                    | Toyooka, Japon                          |
| TJI  | MHTJ | Aéroport de Trujillo (en)                  | Trujillo, Honduras                      |
| TJK  | LTAW | Aéroport de Tokat (en)                     | Tokat, Turquie                          |
| TJL  | SBTG | Aéroport de Três Lagoas                    | Três Lagoas, Mato Grosso do Sul, Bresil |
| TJM  | USTR | Aéroport international Roshchino           | Tioumen, Oblast de Tioumen, Russie      |
| TJN  | NKTM | Aérodrome de Takume                        | Takume, Polynésie française, France     |
| TJQ  | WIKT | Aéroport H.A.S. Hanandjoeddin              | Tanjungpinang, Indonésie                |
| TJS  | WAGD | Aéroport de Tanjung Harapan (en)           | Tanjung Selor, Indonésie                |
| TJU  | UTDK | Aéroport de Kulob                          | Kulob, Tadjikistan                      |
| TJV  | VOTJ | Base aérienne de Thanjavur                 | Thanjavur, Inde                         |

## TK
| IATA | OACI | Aéroport                        | Lieu                                     |
| ---- | ---- | ------------------------------- | ---------------------------------------- |
| TKA  | PATK | Aérodrome de Talkeetna (en)     | Talkeetna, Alaska, États-Unis            |
| TKB  |      | Aéroport de Tekadu              | Tekadu, Papouasie-Nouvelle-Guinée        |
| TKC  | FKKC | Aéroport de Tiko                | Tiko, Cameroun                           |
| TKD  | DGTK | Aéroport de Takoradi (en)       | Takoradi, Ghana                          |
| TKE  |      | Aérodrome de Tenakee (en)       | Tenakee Springs, Alaska, États-Unis      |
| TKF  | KTRK | Aérodrome de Truckee-Tahoe (en) | Truckee, Californie, États-Unis          |
| TKG  | WILL | Aéroport Radin-Inten-II         | Bandar Lampung, Indonésie                |
| TKH  | VTPI | Base de Takhli (en)             | Takhli, Thaïlande                        |
| TKI  |      | Aérodrome de Tokeen (en)        | Tokeen, Alaska, États-Unis               |
| TKJ  | PFTO | Aérodrome de Tok (en)           | Tok, Alaska, États-Unis                  |
| TKK  | PTKK | Aéroport international de Chuuk | Chuuk, Micronésie                        |
| TKL  |      | Aérodrome de Taku Lodge         | Taku Lodge, Alaska, États-Unis           |
| TKM  |      | Aérodrome de Tikal              | Tikal, Guatemala                         |
| TKN  | RJKN | Aéroport de Tokuno-shima (en)   | Tokuno-shima, Japon                      |
| TKO  | FXTK | Aéroport de Tlokoeng (en)       | Tlokoeng, Lesotho                        |
| TKP  | NTGT | Aérodrome de Takapoto           | Takapoto, Polynésie française, France    |
| TKQ  | HTKA | Aérodrome de Kigoma (en)        | Kigoma, Tanzanie                         |
| TKR  | VGSG | Aéroport de Thakurgaon (en)     | Thakurgaon, Bangladesh                   |
| TKS  | RJOS | Aéroport de Tokushima           | Tokushima, Japon                         |
| TKT  | VTPT | Aéroport de Tak (en)            | Tak, Thaïlande                           |
| TKU  | EFTU | Aéroport de Turku               | Turku, Finlande                          |
| TKV  | NTGO | Aérodrome de Tatakoto           | Tatakoto, Polynésie française, France    |
| TKW  | AYTN | Aérodrome de Tekin (en)         | Tekin, Papouasie-Nouvelle-Guinée         |
| TKX  | NTKR | Aérodrome de Takaroa            | Takaroa, Polynésie française, France     |
| TKY  | YTKY | Aérodrome de Turkey Creek       | Warmun, Australie-Occidentale, Australie |
| TKZ  | NZTO | Aérodrome de Tokoroa (en)       | Tokoroa, Nouvelle-Zélande                |

## TL
| IATA | OACI | Aéroport                                       | Lieu                                 |
| ---- | ---- | ---------------------------------------------- | ------------------------------------ |
| TLA  | PATE | Aérodrome de Teller                            | Teller, Alaska, États-Unis           |
| TLB  | OPTA | Aéroport du barrage de Tarbela (en)            | Tarbela, Pakistan                    |
| TLC  | WADT | Aéroport international Adolfo López Mateos     | Toluca, Mexique                      |
| TLD  | FBTL | Aéroport de Tuli Lodge (en)                    | Tuli Lodge, Botswana                 |
| TLE  | FMST | Aérodrome de Tuléar                            | Tulear, Madagascar                   |
| TLF  |      | Aérodrome de Telida (en)                       | Telida, Alaska, États-Unis           |
| TLG  | AGTI | Héliport de Tulagi                             | Tulagi, Îles Salomon                 |
| TLH  | KTLH | Aéroport international de Tallahassee          | Tallahassee, Floride, États-Unis     |
| TLI  | WAMI | Aéroport de Sultan Bantilan (en)               | Tolitoli, Indonésie                  |
| TLJ  | PATL | Piste de Tatalina                              | Takotna, Alaska, États-Unis          |
| TLK  | UECT | Aéroport de Talakan (en)                       | Talakan, République de Sakha, Russie |
| TLL  | EETN | Aéroport international de Tallinn              | Tallinn, Estonie                     |
| TLM  | DAON | Aéroport de Tlemcen - Zenata - Messali El Hadj | Tlemcen, Algérie                     |
| TLN  | LFTH | Aéroport de Toulon-Hyères                      | Toulon, France                       |
| TLO  |      | Aéroport de Tol                                | Tol, Papouasie-Nouvelle-Guinée       |
| TLP  |      | Aéroport de Tumolbil                           | Tumolbil, Papouasie-Nouvelle-Guinée  |
| TLQ  | ZWTL | Aéroport de Tulufan Jiaohe Airport (en)        | Tourfan, Chine                       |
| TLR  | KTLR | Mefford Field                                  | Tulare, Californie, États-Unis       |
| TLS  | LFBO | Aéroport de Toulouse-Blagnac                   | Toulouse, France                     |
| TLT  |      | Aérodrome de Tuluksak (en)                     | Tuluksak, Alaska, États-Unis         |
| TLU  | SKTL | Aérodrome de Golfo de Morrosquillo (en)        | Tolú, Colombie                       |
| TLV  | LLBG | Aéroport international David-Ben-Gourion       | Tel Aviv, Israël                     |
| TLW  | AYVL | Aéroport de Talasea                            | Talasea, Papouasie-Nouvelle-Guinée   |
| TLX  | SCTL | Aéroport de Panguilemo (en)                    | Talca, Chili                         |
| TLY  | UHWP | Aéroport de Plastoun                           | Plastoun, Kraï du Primorié, Russie   |
| TLZ  | SWKT | Aéroport de Talasea                            | Catalao, Goiás, Brésil               |

## TM
| IATA | OACI | Aéroport                                             | Lieu                                        |
| ---- | ---- | ---------------------------------------------------- | ------------------------------------------- |
| TMA  | KTMA | Aéroport Henry Tift Myers (en)                       | Tifton, Géorgie, États-Unis                 |
| TMB  | KTMB | Aérodrome de Miami Executive (en)                    | Miami, Floride, États-Unis                  |
| TMC  | WADT | Aéroport de Tambolaka                                | Tambolaka, Indonésie                        |
| TMD  | GQNH | Aéroport de Timbedra (en)                            | Timbedra, Mauritanie                        |
| TME  | SKTM | Aéroport Gabriel Vargas Santos (en)                  | Tame, Colombie                              |
| TMF  | VRNT | Aéroport de Thimarafushi (en)                        | Thimarafushi, Maldives                      |
| TMG  | WBKM | Aéroport de Tomanggong (en)                          | Tomanggong, Malaisie                        |
| TMG  | WAKT | Aéroport de Tanah Merah (en)                         | Tanahmerah, Indonésie                       |
| TMI  | VNTR | Aéroport de Tumlingtar                               | Tumlingtar, Népal                           |
| TMJ  | UTST | Aéroport de Termez (en)                              | Termez, Ouzbékistan                         |
| TMK  |      | Aéroport de Tam Kỳ                                   | Tam Kỳ, Vietnam                             |
| TML  | DGLE | Aéroport de Tamale                                   | Tamale, Ghana                               |
| TMM  | FMMT | Aéroport Ambalamanasy de Toamasina                   | Toamasina, Madagascar                       |
| TMN  | NGTM | Aérodrome de Tamana                                  | Tamana, Kiribati                            |
| TMO  | SVTM | Aéroport de Tumeremo (en)                            | Tumeremo, Venezuela                         |
| TMP  | EFTP | Aéroport de Tampere-Pirkkala                         | Tampere, Finlande                           |
| TMQ  | DFEM | Aéroport de Tambao (en)                              | Tambao, Burkina Faso                        |
| TMR  | DAAT | Aéroport de Tamanrasset - Aguenar - Hadj Bey Akhamok | Tamanrasset, Algérie                        |
| TMS  | FPST | Aéroport international de Sao Tomé                   | São Tomé, Sao Tomé-et-Principe              |
| TMT  | SBTB | Aéroport de Porto Trombetas (en)                     | Porto Trombetas/Oriximiná, Pará, Brésil     |
| TMU  | MRTR | Aérodrome de Tambor                                  | Tambor, Costa Rica                          |
| TMW  | YSTW | Aéroport de Tamworth (en)                            | Tamworth, Nouvelle-Galles du Sud, Australie |
| TMX  | DAUT | Aéroport de Timimoun                                 | Timimoun, Algérie                           |
| TMY  |      | Aéroport de Tiom                                     | Tiom, Nouvelle-Guinée, Indonésie            |
| TMZ  | NZTH | Aérodrome de Thames (en)                             | Thames, Nouvelle-Zélande                    |

## TN
| IATA | OACI | Aéroport                                   | Lieu                                        |
| ---- | ---- | ------------------------------------------ | ------------------------------------------- |
| TNA  | ZSJN | Aéroport international de Jinan Yaoqiang   | Jinan, Chine                                |
| TNB  | WRLH | Aéroport de Tanah Grogot                   | Tanah Grogot, Indonésie                     |
| TNC  | PATC | Base aérienne de Tin City                  | Tin City, Alaska, États-Unis                |
| TND  | MUTD | Aéroport Alberto Delgado (en)              | Trinidad, Cuba                              |
| TNE  | RJFG | Nouvel aéroport de Tanegashima (en)        | Tanegashima, Japon                          |
| TNF  | LFPN | Aéroport de Toussus-le-Noble               | Toussus-le-Noble, France                    |
| TNG  | GMTT | Aéroport de Tanger-Ibn Battouta            | Tanger, Maroc                               |
| TNH  | ZYTN | Aéroport de Tonghua Sanyuanpu              | Tonghua, Chine                              |
| TNI  | VIST | Aéroport de Satna (en)                     | Satna, Inde                                 |
| TNJ  | WIDN | Aéroport Raja Haji Fisabilillah            | Tanjungpinang, Indonésie                    |
| TNK  |      | Aéroport de Tununak (en)                   | Tununak, Alaska, États-Unis                 |
| TNL  | UKLT | Aéroport de Ternopil (en)                  | Ternopil, Ukraine                           |
| TNM  | SCRM | Aérodrome du Teniente Rodolfo Marsh Martin | Île du Roi-George, Antarctique              |
| TNN  | RCNN | Aéroport de Tainan                         | Tainan, Taïwan                              |
| TNO  | MRTM | Aérodrome de Tamarindo                     | Tamarindo (en), Costa Rica                  |
| TNP  | KTNP | Aéroport de Twentynine Palms (en)          | Twentynine Palms, Californie, États-Unis    |
| TNQ  |      | Aérodrome de Teraina                       | Teraina, Kiribati                           |
| TNR  | FMMI | Aéroport international d'Ivato             | Antananarivo, Madagascar                    |
| TNS  |      | Aéroport de Tungsten (Cantung) (en)        | Tungsten, Territoires du Nord-Ouest, Canada |
| TNT  | KTNT | Aérodrome de Dade-Collier (en)             | Miami, Floride, États-Unis                  |
| TNU  | KTNU | Aéroport municipal de Newton (en)          | Newton, Iowa, États-Unis                    |
| TNV  |      | Aérodrome de Tabuaeran                     | Tabuaeran, Kiribati                         |
| TNW  | SEJD | Aéroport de Jumandy (en)                   | Tena, Équateur                              |
| TNX  | VDST | Aéroport de Stung Treng (en)               | Stung Treng, Cambodge                       |
| TNZ  | ZMTL | Aéroport de Tosontsengel                   | Tosontsengel, Mongolie                      |

## TO
| AITA | OACI | Aéroport                               | Lieu                                            |
| ---- | ---- | -------------------------------------- | ----------------------------------------------- |
| TOA  | KTOA | Zamperini Field (en)                   | Torrance, Californie, États-Unis                |
| TOB  | HLTQ | Aéroport de Tobrouk (en)               | Tobrouk, Libye                                  |
| TOC  | KTOC | Aérodrome de Toccoa (en)               | Toccoa, Géorgie, États-Unis                     |
| TOD  | WMBT | Aérodrome de Tioman                    | Île Tioman, Malaisie                            |
| TOE  | DTTZ | Aéroport international de Tozeur-Nefta | Tozeur, Tunisie                                 |
| TOF  | UNTT | Aéroport de Tomsk                      | Tomsk, Russie                                   |
| TOG  | PATG | Aérodrome de Togiak (en)               | Togiak, Alaska, États-Unis                      |
| TOH  | NVSD | Aéroport de Torrès (en)                | Îles Torrès, Vanuatu                            |
| TOI  | KTOI | Aéroport municipal de Troy (en)        | Troy, Alabama, États-Unis                       |
| TOJ  | LETO | Base aérienne de Torrejón de Ardoz     | Madrid, Espagne                                 |
| TOK  |      | Aéroport de Torokina                   | Torokina, Papouasie-Nouvelle-Guinée             |
| TOL  | KTOL | Aéroport de Toledo Express             | Toledo, Ohio, États-Unis                        |
| TOM  | GATB | Aéroport international de Tombouctou   | Tombouctou, Mali                                |
| TON  |      | Aéroport de Tonu                       | Tonu, Papouasie-Nouvelle-Guinée                 |
| TOO  | MRSV | Aéroport de San Vito de Java (en)      | San Vito, Costa Rica                            |
| TOP  | KTOP | Aéroport municipal Philip Billard (en) | Topeka, Kansas, États-Unis                      |
| TOQ  | SCBE | Aéroport Barriles (en)                 | Tocopilla, Chili                                |
| TOR  | KTOR | Aéroport municipal de Torrington (en)  | Torrington, Wyoming, États-Unis                 |
| TOS  | ENTC | Aéroport de Tromsø                     | Tromsø, Norvège                                 |
| TOT  | SMCO | Aérodrome de Totness (en)              | Totness, Suriname                               |
| TOU  | NWWU | Aérodrome de Touho                     | Touho, Nouvelle-Calédonie, France               |
| TOV  |      | West End Seaplane Base                 | Tortola, Îles Vierges britanniques, Royaume-Uni |
| TOW  | SBTD | Aéroport de Toledo (en)                | Toledo, Paraná, Brésil                          |
| TOX  |      | Aéroport de Tobolsk (en)               | Tobolsk, Oblast de Tioumen, Russie              |
| TOY  | RJNT | Aéroport de Toyama (en)                | Toyama, Japon                                   |
| TOZ  | DITM | Aéroport de Mahana (en)                | Touba, Côte d'Ivoire                            |

## TP
| AITA | OACI | Aéroport                                  | Lieu                                        |
| ---- | ---- | ----------------------------------------- | ------------------------------------------- |
| TPA  | KTPA | Aéroport international de Tampa           | Tampa, Floride, États-Unis                  |
| TPC  | SETR | Aéroport de Tarapoa (en)                  | Tarapoa, Équateur                           |
| TPE  | RCTP | Aéroport international Taiwan-Taoyuan     | Taipei, Taïwan                              |
| TPF  | KTPF | Aérodrome Peter O. Knight (en)            | Tampa, Floride, États-Unis                  |
| TPG  | WMBI | Aéroport de Taiping (en)                  | Taiping, Malaisie                           |
| TPH  | KTPH | Aérodrome de Tonopah (en)                 | Tonopah, Nevada, États-Unis                 |
| TPI  | AYTI | Aérodrome de Tapini (en)                  | Tapini, Papouasie-Nouvelle-Guinée           |
| TPJ  | VNTJ | Aérodrome de Taplejung                    | Taplejung, Népal                            |
| TPK  | WITA | Aéroport de Tapaktuan                     | Tapaktuan, Indonésie                        |
| TPL  | KTPL | Aéroport régional de Draughon–Miller (en) | Temple, Texas, États-Unis                   |
| TPN  | SETI | Aéroport de Tiputini (en)                 | Tiputini, Équateur                          |
| TPP  | SPST | Aérodrome de Tarapoto (en)                | Tarapoto, Pérou                             |
| TPQ  | MMEP | Aéroport international de Tepic           | Tepic, Mexique                              |
| TPR  | YTMP | Aéroport de Tom Price (en)                | Tom Price, Australie-Occidentale, Australie |
| TPS  | LICT | Aéroport de Trapani                       | Trapani, Italie                             |
| TPT  |      | Aéroport de Tapeta                        | Tapeta, Libéria                             |
| TPU  | VNTP | Aéroport de Tikapur (en)                  | Tikapur, Népal                              |
| TPX  |      | Aérodrome de Tupai                        | Tupai, Polynésie française, France          |

## TQ
| AITA | OACI | Aéroport                            | Lieu                           |
| ---- | ---- | ----------------------------------- | ------------------------------ |
| TQD  | ORAT | Base aérienne Al-Taqaddum           | Habbaniya, Irak                |
| TQL  | USDS | Aéroport de Tarko-Sale              | Tarko-Sale, Iamalie, Russie    |
| TQN  | OATQ | Aérodrome de Taloqan                | Tâloqân, Afghanistan           |
| TQP  | YTEE | Aéroport de Trepell (en)            | Trepell, Queensland, Australie |
| TQQ  |      | Aéroport de Maranggo                | Maranggo, Indonésie            |
| TQS  | SKTQ | Base aérienne de Tres Esquinas (en) | Tres Esquinas, Colombie        |

## TR
| AITA | OACI | Aéroport                                                       | Lieu                                     |
| ---- | ---- | -------------------------------------------------------------- | ---------------------------------------- |
| TRA  | RORT | Aéroport de Tarama (en)                                        | Tarama, Japon                            |
| TRB  | SKTU | Aérodrome Gonzalo Mejía (en)                                   | Turbo, Colombie                          |
| TRC  | MMTC | Aéroport international Francisco Sarabia                       | Torreón, Mexique                         |
| TRD  | ENVA | Aéroport de Trondheim Værnes                                   | Trondheim, Norvège                       |
| TRE  | EGPU | Aérodrome de Tiree                                             | Tiree, Écosse, Royaume-Uni               |
| TRF  | ENTO | Aéroport de Sandefjord                                         | Sandefjord, Norvège                      |
| TRG  | NZTG | Aéroport de Tauranga (en)                                      | Tauranga, Nouvelle-Zélande               |
| TRH  |      | Aérodrome de Trona (en)                                        | Trona, Californie, États-Unis            |
| TRI  | KTRI | Aérodrome de Tri-Cities (en)                                   | Tri-Cities, Tennessee, États-Unis        |
| TRJ  |      | Aérodrome de Tarakbits                                         | Tarakbits, Papouasie-Nouvelle-Guinée     |
| TRK  | WALR | Aéroport international Juwata                                  | Tarakan, Indonésie                       |
| TRL  | KTRL | Aérodrome de Terrell (en)                                      | Terrell, Texas, États-Unis               |
| TRM  | KTRM | Aéroport Jacqueline Cochran (en)                               | Thermal, Californie, États-Unis          |
| TRN  | LIMF | Aéroport Sandro-Pertini de Turin Caselle                       | Turin, Italie                            |
| TRO  | YTRE | Aérodrome de Taree (en)                                        | Taree, Nouvelle-Galles du Sud, Australie |
| TRQ  | SBTK | Aéroport de Tarauacá                                           | Tarauacá, Acre, Brésil                   |
| TRR  | VCCT | Aéroport de China Bay (en)                                     | Trinquemalay, Sri Lanka                  |
| TRS  | LIPQ | Aéroport du Frioul-Vénétie julienne                            | Ronchi dei Legionari, Italie             |
| TRU  | SPRU | Aéroport international Capitán FAP Carlos Martinez de Pinillos | Trujillo, Pérou                          |
| TRV  | VOTV | Aéroport international de Trivandrum                           | Thiruvananthapuram, Inde                 |
| TRW  | NGTA | Aéroport international de Bonriki                              | Tarawa, Kiribati                         |
| TRX  | KTRX | Aérodrome de Trenton (en)                                      | Trenton, Missouri, États-Unis            |
| TRY  | HUTO | Aéroport de Tororo (en)                                        | Tororo, Ouganda                          |
| TRZ  | VOTR | Aéroport international de Trichy                               | Tiruchirappalli, Inde                    |

## TS
| AITA | OACI | Aéroport                                 | Lieu                                       |
| ---- | ---- | ---------------------------------------- | ------------------------------------------ |
| TSA  | RCSS | Aéroport de Taipei Songshan              | Taipei, Taïwan                             |
| TSB  | FYTM | Aéroport de Tsumeb (en)                  | Tsumeb, Namibie                            |
| TSC  | SETH | Aéroport de Taisha (en)                  | Taisha, Equateur                           |
| TSD  |      | Aéroport de Tshipise                     | Tshipise, Afrique du Sud                   |
| TSE  | UACC | Aéroport international d'Astana          | Astana, Kazakhstan                         |
| TSF  | LIPH | Aéroport de Trévise                      | Trévise, Italie                            |
| TSG  |      | Aérodrome de Tanacross (en)              | Tanacross, Alaska, États-Unis              |
| TSH  | FZUK | Aéroport de Tshikapa                     | Tshikapa, République démocratique du Congo |
| TSI  |      | Aérodrome de Tsili Tsili                 | Tsili Tsili, Papouasie-Nouvelle-Guinée     |
| TSJ  | RJDT | Aéroport de Tsushima (en)                | Tsushima, Japon                            |
| TSK  |      | Aérodrome de Taskul                      | Taskul, Papouasie-Nouvelle-Guinée          |
| TSL  | MMTN | Aéroport national de Tamuín              | Tamuín, Mexique                            |
| TSM  | KSKX | Aérodrome de Taos (en)                   | Taos, Nouveau-Mexique, États-Unis          |
| TSN  | ZBTJ | Aéroport international de Tianjin Binhai | Tianjin, Chine                             |
| TSP  | KTSP | Aérodrome de Tehachapi (en)              | Tehachapi, Californie, États-Unis          |
| TSQ  | SBTR | Aérodrome de Torres (en)                 | Torres, Rio Grande do Sul, Brésil          |
| TSR  | LRTR | Aéroport international Traian-Vuia       | Ghiroda, Roumanie                          |
| TST  | VTST | Aéroport de Trang (en)                   | Trang, Thaïlande                           |
| TSU  | NGTS | Aéroport de Tabiteuea                    | Tabiteuea, Kiribati                        |
| TSV  | YBTL | Aéroport international de Townsville     | Townsville, Queensland, Australie          |
| TSW  |      | Aérodrome de Tsewi                       | Tsewi, Papouasie-Nouvelle-Guinée           |
| TSX  | WICM | Aéroport de Wiriadinata (en)             | Tasikmalaya, Indonésie                     |
| TSY  | WRLT | Aérodrome de Tanjung Santan              | Tanjung Santan, Indonésie                  |
| TSZ  | ZMTG | Aéroport de Tsetserleg                   | Tsetserleg, Mongolie                       |

## TT
| AITA | OACI | Aéroport                                 | Lieu                                        |
| ---- | ---- | ---------------------------------------- | ------------------------------------------- |
| TTA  | GMAT | Aéroport de Tan Tan-Plage Blanche        | Tan-Tan, Maroc                              |
| TTB  | LIET | Aérodrome de Tortolì (en)                | Tortolì, Italie                             |
| TTC  | SCTT | Aérodrome de Taltal (en)                 | Taltal, Chili                               |
| TTD  | KTTD | Aérodrome de Portland–Troutdale (en)     | Portland/Troutdale, Oregon, États-Unis      |
| TTE  | WAMT | Aéroport Sultan Babullah                 | Ternate, Indonésie                          |
| TTG  | SAST | Aéroport de Tartagal (en)                | Tartagal, Argentine                         |
| TTH  | OOTH | RAFO Thumrait (en)                       | Thumrait, Oman                              |
| TTI  | NTTE | Aérodrome de Tetiaroa                    | Tetiaroa, Polynésie française, France       |
| TTJ  | RJOR | Aéroport de Tottori (en)                 | Tottori, Japon                              |
| TTL  |      | Hydroaéroport de l'Île de la tortue      | Nanuya Levu, Fidji                          |
| TTM  |      | Aérodrome de Tablón de Tamará (en)       | Tablón de Tamará, Colombie                  |
| TTN  | KTTN | Aéroport de Trenton-Mercer               | Trenton, New Jersey, États-Unis             |
| TTO  | KBTN | Aérodrome de Britton (en)                | Britton, Dakota du Sud, États-Unis          |
| TTQ  | MRBT | Aérodrome de Tortuguero                  | Tortuguero, Costa Rica                      |
| TTR  | WAWT | Aérodrome de Pongtiku (en)               | Tana Toraja, Indonésie                      |
| TTS  | FMNT | Aérodrome de Tsaratanana                 | Tsaratanana, Madagascar                     |
| TTT  | RCFN | Aéroport de Taïtung                      | Taïtung, Taïwan                             |
| TTU  | GMTN | Aérodrome de Tétouan - Sania R'mel       | Tétouan, Maroc                              |
| TTW  |      | Hydroaéroport de Tissa Tank              | Tissamaharama, Sri Lanka                    |
| TTX  | YTST | Base aérienne de Mungalalu Truscott (en) | Mungalalu, Australie-Occidentale, Australie |

## TU
| AITA | OACI | Aéroport                                                  | Lieu                                        |
| ---- | ---- | --------------------------------------------------------- | ------------------------------------------- |
| TUA  | SETU | Aéroport de Tulcán                                        | Tulcán, Équateur                            |
| TUB  | NTAT | Aérodrome de Tubuai                                       | Tubuai, Polynésie française, France         |
| TUC  | SANT | Aéroport international de Teniente Benjamín Matienzo (en) | San Miguel de Tucumán, Argentine            |
| TUD  | GOTT | Aérodrome de Tambacounda                                  | Tambacounda, Sénégal                        |
| TUF  | LFOT | Aéroport de Tours-Val de Loire                            | Tours, France                               |
| TUG  | RPUT | Aérodrome de Tuguegarao (en)                              | San Miguel de Tucumán, Philippines          |
| TUI  | OETR | Aéroport domestique de Turaif                             | Turaif, Arabie saoudite                     |
| TUJ  | HAMJ | Aérodrome de Tum (en)                                     | Tum, Éthiopie                               |
| TUK  | OPTU | Aéroport international de Turbat                          | Turbat, Pakistan                            |
| TUL  | KTUL | Aéroport International de Tulsa                           | Tulsa, Oklahoma, États-Unis                 |
| TUM  | YTMU | Aéroport de Tumut (en)                                    | Tumut, Nouvelle-Galles du Sud, Australie    |
| TUN  | DTTA | Aéroport international de Tunis-Carthage                  | Tunis, Tunisie                              |
| TUO  | NZAP | Aéroport de Taupo (en)                                    | Taupo, Nouvelle-Zélande                     |
| TUP  | KTUP | Aérodrome de Tupelo (en)                                  | Tupelo, Mississippi, États-Unis             |
| TUQ  | DFOT | Aérodrome de Tougan                                       | Tougan, Burkina Faso                        |
| TUR  | SBTU | Aéroport de Tucuruí                                       | Tucuruí, Pará, Brésil                       |
| TUS  | KTUS | Aéroport international de Tucson                          | Tucson, Arizona, États-Unis                 |
| TUT  |      | Aérodrome de Tauta                                        | Tauta, Papouasie-Nouvelle-Guinée            |
| TUU  | OETB | Aéroport régional de Tabuk                                | Tabuk, Arabie saoudite                      |
| TUV  | SVTC | Aéroport de San Rafael (en)                               | Tucupita, Venezuela                         |
| TUW  |      | Aéroport de Tubualá (en)                                  | Tubualá, Panama                             |
| TUX  |      | Aéroport de Tumbler Ridge (en)                            | Tumbler Ridge, Colombie-Britannique, Panama |
| TUY  |      | Aéroport de Tulum                                         | Tulum, Mexique                              |
| TUZ  |      | Aéroport de Tucumã                                        | Tucumã, Pará, Brésil                        |

## TV
| AITA | OACI | Aéroport                            | Lieu                                     |
| ---- | ---- | ----------------------------------- | ---------------------------------------- |
| TVA  | FMMR | Aérodrome de Morafenobe             | Morafenobe, Madagascar                   |
| TVC  | KTVC | Aéroport Cherry Capital             | Traverse City, Michigan, États-Unis      |
| TVF  | KTVF | Aérodrome de Thief River Falls (en) | Thief River Falls, Minnesota, États-Unis |
| TVI  | KTVI | Aérodrome de Thomasville (en)       | Thomasville, Géorgie, États-Unis         |
| TVL  | KTVL | Aérodrome du Lac Tahoe (en)         | South Lake Tahoe, Californie, États-Unis |
| TVS  | ZBTS | Aéroport de Tangshan Sannühe (en)   | Tangshan, Chine                          |
| TVU  | NFNM | Aérodrome de Matei                  | Levuka, Fidji                            |
| TVY  | VYDW | Aéroport de Tavoy (en)              | Tavoy, Birmanie                          |

## TW
| AITA | OACI | Aéroport                                          | Lieu                                  |
| ---- | ---- | ------------------------------------------------- | ------------------------------------- |
| TWA  |      | Aérodrome de Twin Hills (en)                      | Twin Hills, Alaska, États-Unis        |
| TWB  | YTWB | Aérodrome de Toowoomba (en)                       | Toowoomba, Queensland, États-Unis     |
| TWC  | ZWTS | Aéroport de Tumushuke Tangwangcheng (en)          | Tumushuke, Chine                      |
| TWD  |      | Aéroport international du comté de Jefferson (en) | Port Townsend, Washington, États-Unis |
| TWE  |      | Aérodrome de Taylor                               | Taylor, Alaska, États-Unis            |
| TWF  | KTWF | Aérodrome de Joslin Field - Magic Valley (en)     | Twin Falls, Idaho, États-Unis         |
| TWN  |      | Aérodrome de Tewantin                             | Tewantin, Queensland, Australie       |
| TWP  |      | Aérodrome de Torwood                              | Torwood, Queensland, Australie        |
| TWT  | RPMN | Aéroport de Sanga-Sanga                           | Tawi-Tawi, Philippines                |
| TWU  | WBKW | Aéroport de Tawau                                 | Tawau, Malaisie                       |
| TWY  |      | Aérodrome de Tawa                                 | Tawa, Papouasie-Nouvelle-Guinée       |
| TWZ  | NZUK | Aéroport de Pukaki (en)                           | Twizel, Nouvelle-Zélande              |

## TX
| AITA | OACI | Aéroport                                  | Lieu                               |
| ---- | ---- | ----------------------------------------- | ---------------------------------- |
| TXE  | WITK | Aéroport de Rembele (en)                  | Takengon, Indonésie                |
| TXF  | SNTF | Aérodrome de Teixeira de Freitas (en)     | Teixeira de Freitas, Bahia, Brésil |
| TXK  | KTXK | Aéroport régional de Texarkana            | Texarkana, Arkansas, États-Unis    |
| TXL  | EDDT | Aéroport Otto-Lilienthal de Berlin-Tegel  | Berlin, Allemagne                  |
| TXM  | WAST | Aéroport de Teminabuan                    | Teminabuan, Indonésie              |
| TXN  | ZSTX | Aéroport international de Huangshan Tunxi | Huangshan, Chine                   |
| TXR  |      | Aérodrome de Tanbar                       | Tanbar, Queensland, Australie      |
| TXU  | DITB | Aérodrome de Tabou                        | Tabou, Côte d'Ivoire               |

## TY
| AITA | OACI | Aéroport                                                           | Lieu                                          |
| ---- | ---- | ------------------------------------------------------------------ | --------------------------------------------- |
| TYA  | UUBT | Base aérienne de Klokovo (en)                                      | Toula, Oblast de Toula, Russie                |
| TYB  | YTIB | Aéroport de Tibooburra (en)                                        | Tibooburra, Nouvelle-Galles du Sud, Australie |
| TYD  | UHBW | Aérodrome de Tynda (en)                                            | Tynda, Oblast de l'Amour, Russie              |
| TYE  |      | Aérodrome de Tyonek (en)                                           | Tyonek, Alaska, États-Unis                    |
| TYF  | ESST | Aérodrome de Torsby                                                | Torsby, Suède                                 |
| TYG  |      | Aérodrome de Thylungra                                             | Thylungra, Queensland, Australie              |
| TYL  | SPYL | Aéroport de Talara (en)                                            | Talara, Pérou                                 |
| TYM  | MYES | Aéroport de Staniel Cay (en)                                       | Staniel Cay, Bahamas                          |
| TYN  | ZBYN | Aéroport international de Taiyuan Wusu                             | Taiyuan, Chine                                |
| TYO  |      | Aire métropolitaine                                                | Tokyo, Japon                                  |
| TYP  | YTMY | Aérodrome de Tobermorey                                            | Tobermorey, Territoire du Nord, Australie     |
| TYR  | KTYR | Aérodrome de Tyler Pounds (en)                                     | Tyler, Texas, États-Unis                      |
| TYS  | KTYS | Aéroport de McGhee Tyson (en) McGhee Tyson Air National Guard Base | Knoxville, Tennessee, États-Unis              |
| TYT  | SUTR | Aérodrome de Treinta y Tres (en)                                   | Treinta y Tres, Uruguay                       |
| TYZ  | KTYL | Aérodrome de Taylor (en)                                           | Taylor, Arizona, États-Unis                   |

## TZ
| AITA | OACI | Aéroport                                | Lieu                       |
| ---- | ---- | --------------------------------------- | -------------------------- |
| TZA  | MZBE | Aéroport Sir Barry Bowen de Belize City | Belize City, Belize        |
| TZC  | KCFS | Aérodrome de Tuscola Area (en)          | Caro, Michigan, États-Unis |
| TZL  | LQTZ | Aéroport international de Tuzla         | Tuzla, Bosnie-Herzégovine  |
| TZM  | MM72 | Aérodrome de Cupul (en)                 | Tizimín, Mexique           |
| TZN  | MYAK | Aéroport de South Andros (en)           | South Andros, Bahamas      |
| TZO  |      | Piste d'Ankisatra Tsimiroro             | Ankisatra, Madagascar      |
| TZX  | LTCG | Aéroport de Trabzon                     | Trabzon, Turquie           |